# Francisco Chávez Abarca
Francisco Chávez Abarca é um militante anticastrista treinado e liderado pelo exilado cubano Luis Posada Carriles, detido pelas autoridades venezuelanas em julho de 2010 ao desembarcar no aeroporto internacional de Caracas portando um passaporte guatemalteco falso.
Foi pelo depoimento de Francisco Chávez Abarca que a polícia chegou a Alejandro Peña Esclusa, inexpressivo candidato a presidente em 1998, preso em flagrante depois da polícia ter encontrado explosivos, detonadores e munição na casa dele, que de acordo com a família foram plantados.